# Olympische Sommerspiele 1908/Leichtathletik – Diskuswurf freier Stil (Männer)
Der Diskuswurf der Männer im freien Stil bei den Olympischen Spielen 1908 in London wurde am 16. Juli 1908 im White City Stadium entschieden. Am Vormittag des gleichen Tages fand eine Qualifikation statt, aus der sich drei Athleten für den Wettkampf qualifizierten.
Hier handelt es sich um die bis heute übliche Form dieser Disziplin. Es wurde aus einem Kreis mit 2,50 Meter Durchmesser geworfen. Die Wurftechnik mit bis zu drei Umdrehungen entsprach dem heute üblichen Diskuswurf. Bei den Spielen in London stand darüber hinaus noch der Diskuswurf im sogenannten griechischen Stil auf dem olympischen Programm.
Es gab einen dreifachen US-amerikanischen Erfolg. Martin Sheridan gewann die Goldmedaille, Silber ging an Merritt Giffin und Bronze an Bill Horr.

## Rekorde
Die Weltrekorde waren damals noch inoffiziell. Bezüglich des olympischen Rekords stellt sich die Frage, ob die Athener Zwischenspiele hier miteinzubeziehen sind oder nicht. Beide Varianten sind in der Tabelle unten berücksichtigt.
| WR                               | 42,645 m | Arthur Dearborn | USA | 1908                                         |
| OR – Zählung ohne Zwischenspiele | 39,28 m  | Martin Sheridan | USA | Finale OS St. Louis (USA), 3. September 1904 |
| OR – Zählung ohne Zwischenspiele | 39,28 m  | Ralph Rose      | USA | Finale OS St. Louis (USA), 3. September 1904 |
| OR – Zählung mit Zwischenspielen | 41,46 m  | Martin Sheridan | USA | Finale von Athen (GRE), 25. April 1906       |

Unter Berücksichtigung, dass die Resultate der Athener Zwischenspiele nicht mitgezählt werden, wurden bei den Olympischen Spielen 1908 in dieser Disziplin folgende Rekorde verbessert oder eingestellt:
| OR | 40,70 m | Merritt Giffin  | USA | Qualifikation, 16. Juli |
| OR | 40,89 m | Martin Sheridan | USA | Finale, 16. Juli        |

## Ergebnisse

### Qualifikation
Die Qualifikation wurde in sechs zeitlich gestaffelten Gruppen ausgetragen. Die Ergebnisse dieser Gruppen wurden zusammengefasst. Nur die insgesamt besten drei Teilnehmer der Qualifikation – grün hinterlegt – konnten den Finalwettkampf bestreiten. Allerdings wurden die in der Qualifikation erzielten Leistungen in der Wertung des Endresultats mitberücksichtigt. Sowohl in der Qualifikation als auch im Finale hatten die Teilnehmer je drei Versuche.

#### Gruppe A

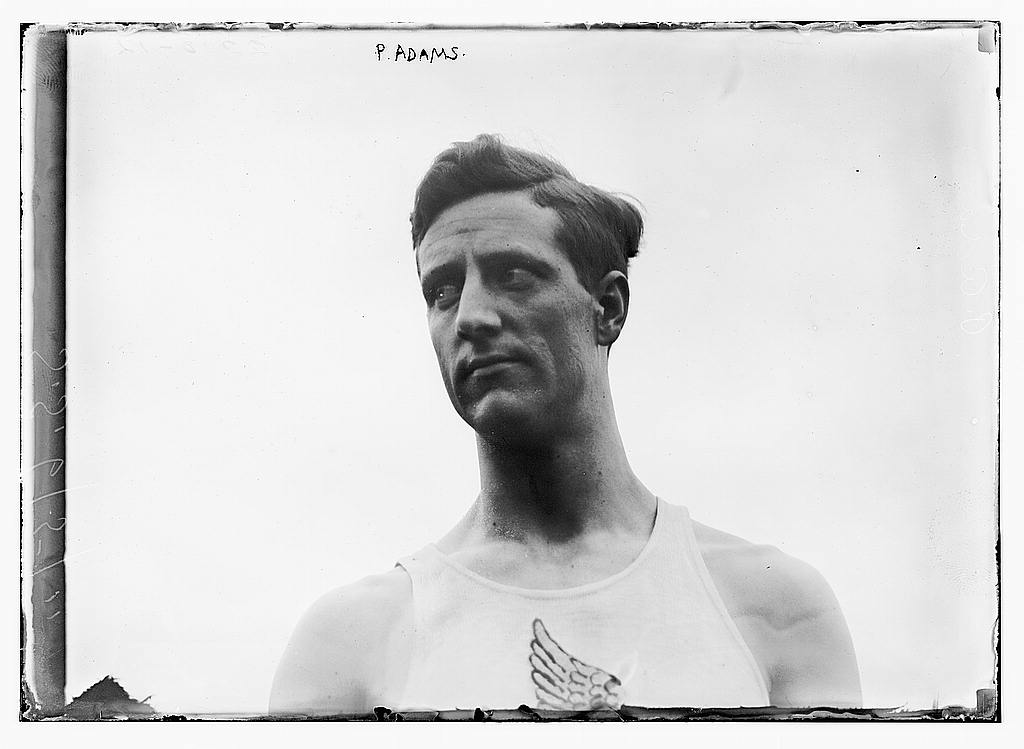
Der Olympiasieger im Standhochsprung von 1912 Platt Adams, auch 1908 mit vorderen Platzierungen in den Standsprüngen, schied im Vorkampf aus

| Athlet           | Land           | Weite (m) |
| ---------------- | -------------- | --------- |
| Wilbur Burroughs | USA            | 37,43     |
| Platt Adams      | USA            | k. A.     |
| Charles Lagarde  | Frankreich     | k. A.     |
| Ernest May       | Großbritannien | k. A.     |
| Henry Leeke      | Großbritannien | k. A.     |
| Walter Henderson | Großbritannien | k. A.     |
| Alfred Flaxman   | Großbritannien | k. A.     |
| Ferenc Jesina    | Ungarn         | k. A.     |

#### Gruppe B
| Athlet          | Land     | Weite (m) |
| --------------- | -------- | --------- |
| Arthur Dearborn | USA      | 38,52     |
| György Luntzer  | Ungarn   | 38,34     |
| John Flanagan   | USA      | 37,80     |
| Mór Kóczán      | Ungarn   | k. A.     |
| Lauri Pihkala   | Finnland | k. A.     |
| Aarne Salovaara | Finnland | k. A.     |

#### Gruppe C

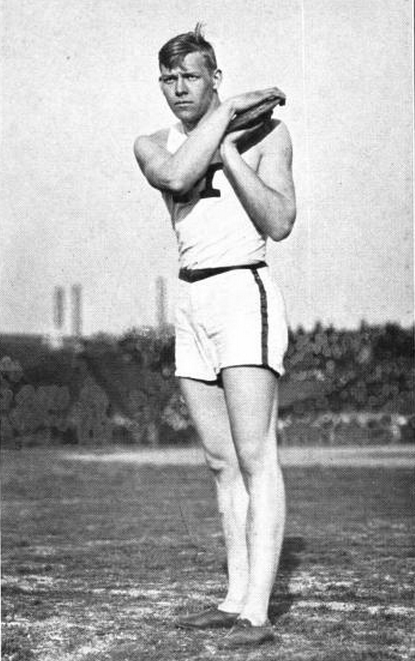
Für John Garrels, Olympiadritter im Kugelstoßen, war nach der Qualifikation Schluss
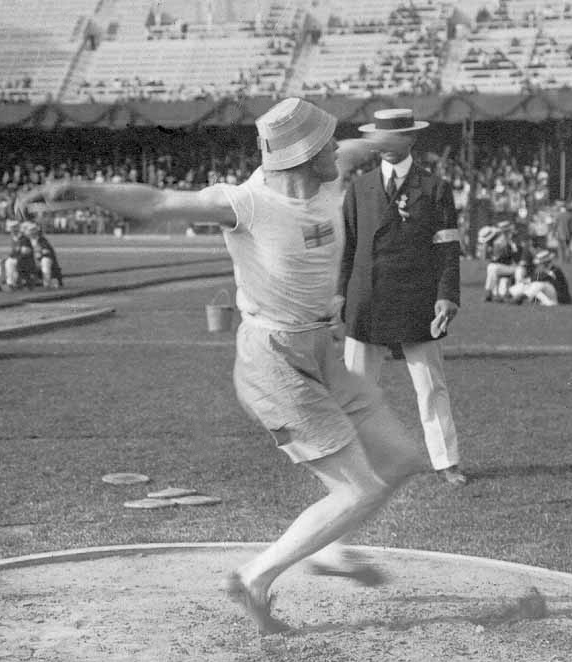
Kein Finale gab es für den Zehnkampf-Olympiasieger von 1912 Hugo Wieslander

| Athlet           | Land           | Weite (m) |
| ---------------- | -------------- | --------- |
| Merritt Giffin   | USA            | 40,70 OR  |
| Michael Collins  | Großbritannien | k. A.000  |
| Lauri Wilskman   | Finnland       | k. A.000  |
| John Garrels     | USA            | k. A.000  |
| Hugo Wieslander  | Schweden       | k. A.000  |
| Miroslav Šustera | Böhmen         | k. A.000  |

Der oben genannte olympische Rekord hat nur Gültigkeit, soweit man die bei den
Zwischenspielen 1906 von Sheridan erzielte Siegesweite von 41,46 m nicht mitzählt.

#### Gruppe D

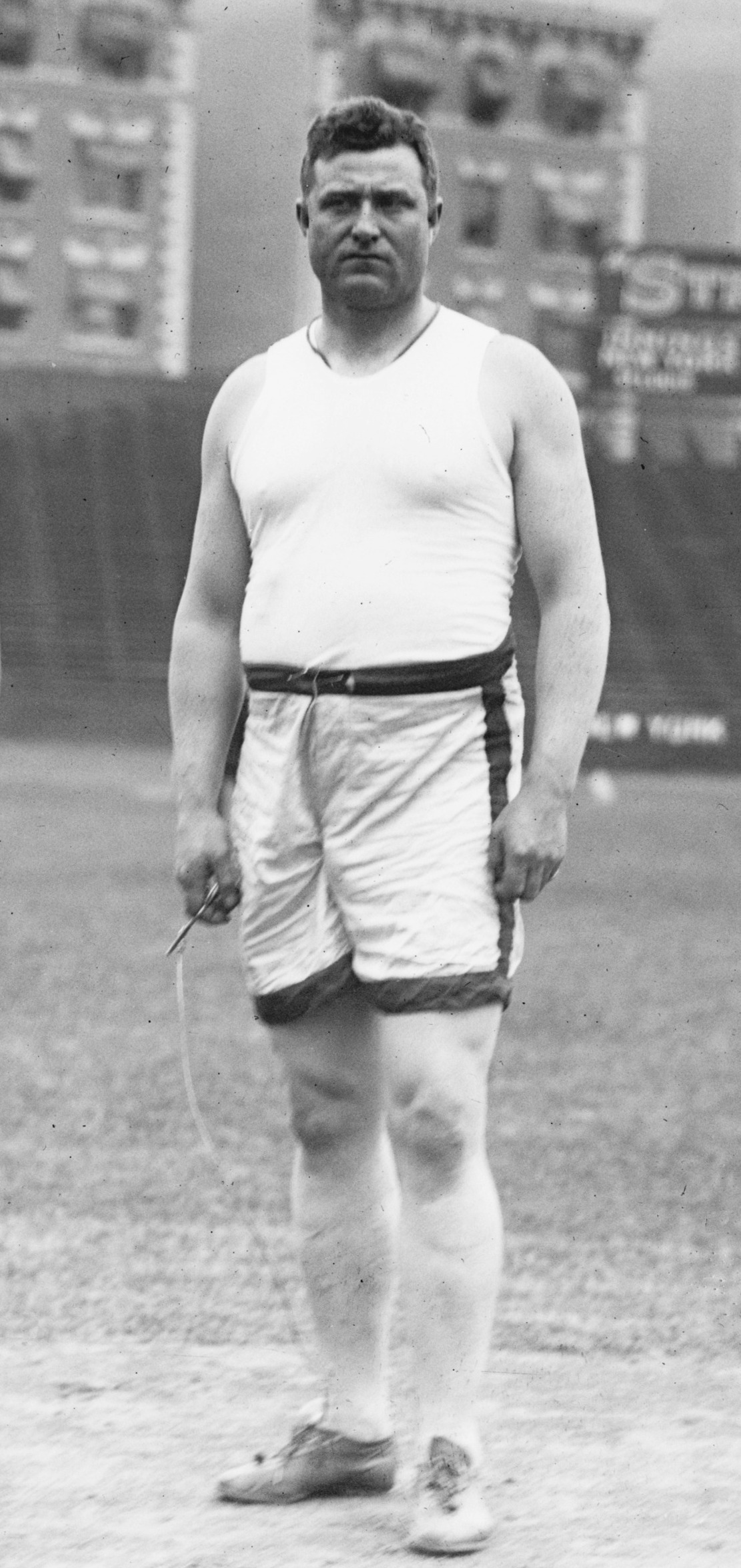
Simon Gillis, Olympiasiebter im Hammerwurf, kam nicht über den Vorkampf hinaus
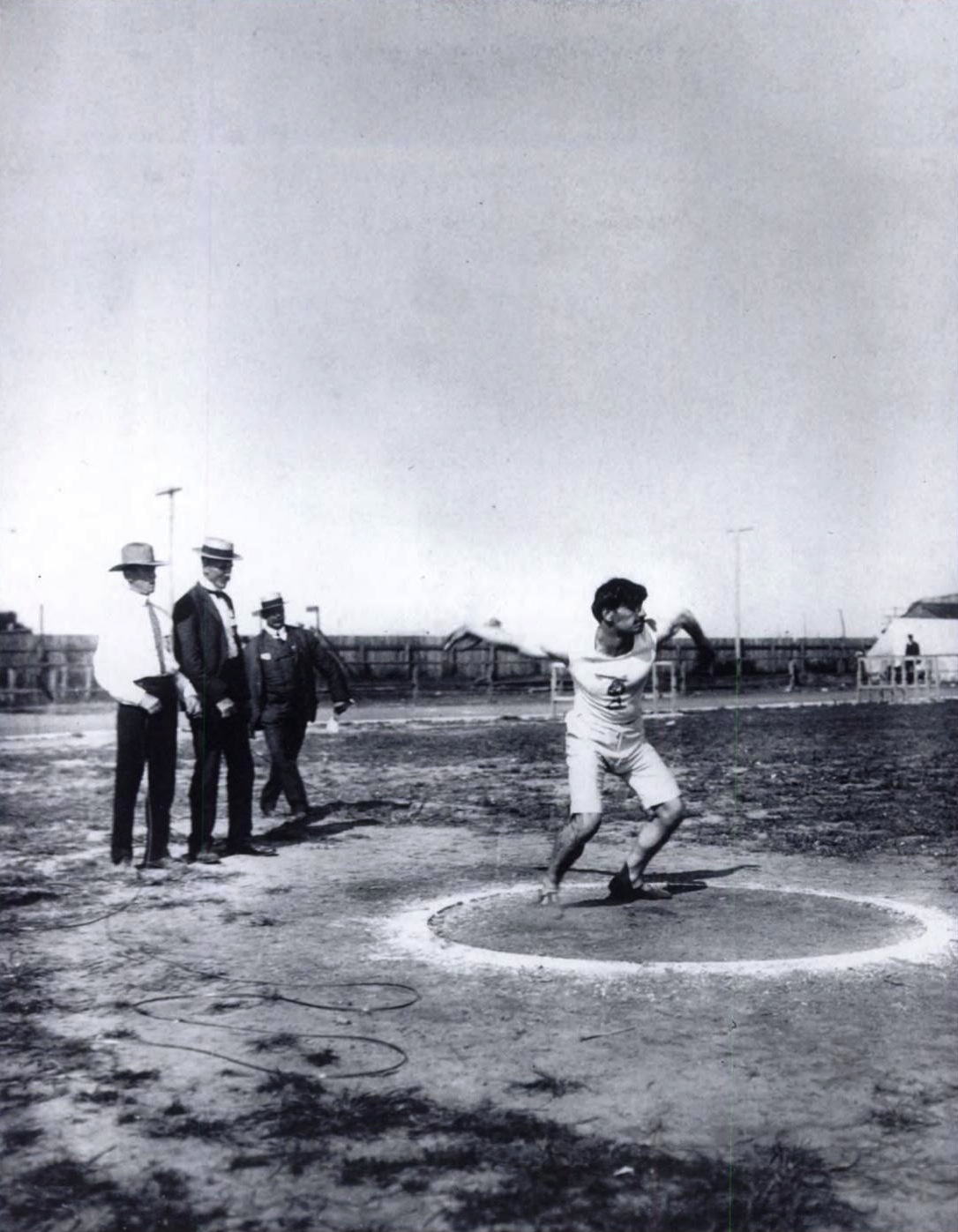
Nikolaos Georgandas, Olympiadritter von 1904, erreichte diesmal nicht das Finale

| Athlet              | Land           | Weite (m) |
| ------------------- | -------------- | --------- |
| Bill Horr           | USA            | 39,44     |
| André Tison         | Frankreich     | 38,30     |
| John Murray         | Großbritannien | k. A.     |
| Simon Gillis        | USA            | k. A.     |
| Theodor Neijström   | Schweden       | k. A.     |
| František Souček    | Böhmen         | k. A.     |
| Nikolaos Georgandas | Griechenland   | k. A.     |

#### Gruppe E

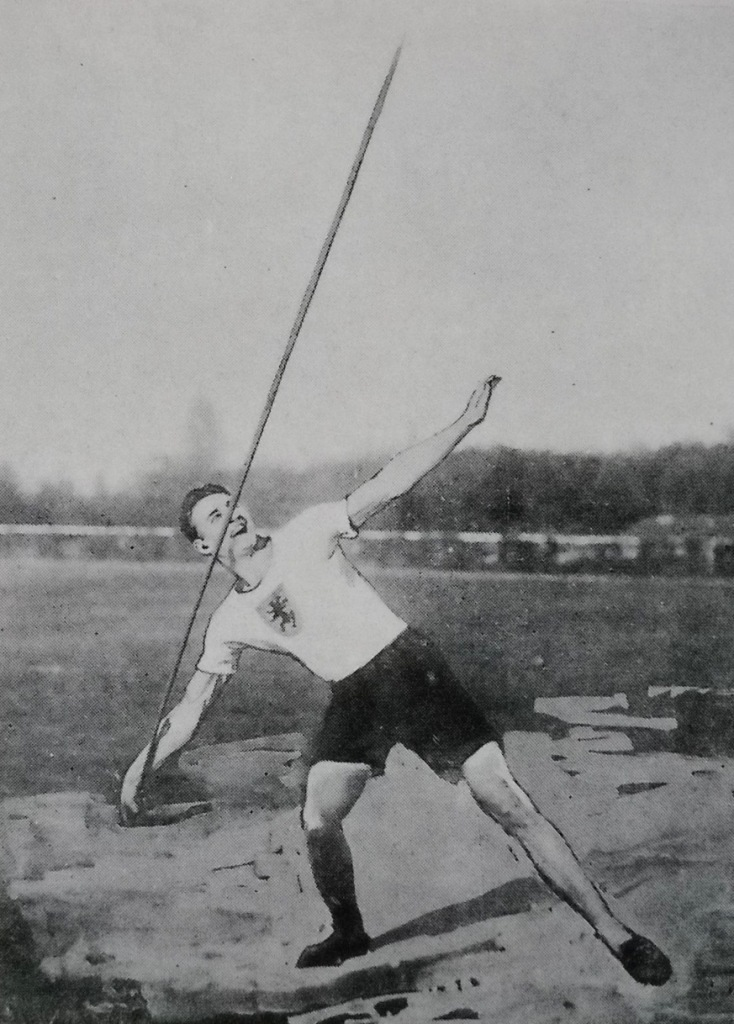
Imre Mudin – hier beim Speerwurf, freier Griff – erreichte nicht das Finale
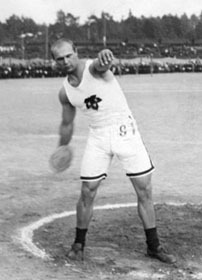
Elmer Niklander, deutlich erfolgreicher bei kommenden Spielen, scheiterte früh

| Athlet            | Land        | Weite (m) |
| ----------------- | ----------- | --------- |
| Imre Mudin        | Ungarn      | k. A.     |
| Jalmari Sauli     | Finnland    | k. A.     |
| Elmer Niklander   | Finnland    | k. A.     |
| Folke Fleetwood   | Schweden    | k. A.     |
| Ludwig Uettwiller | Deutschland | k. A.     |

#### Gruppe F

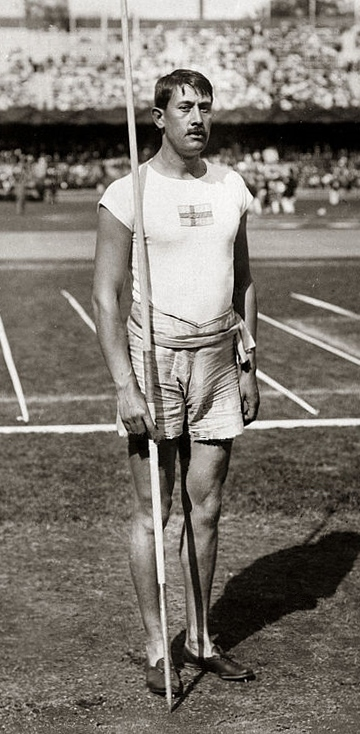
Eric Lemming, deutlich erfolgreicher als Speerwerfer, schied in der Qualifikation aus
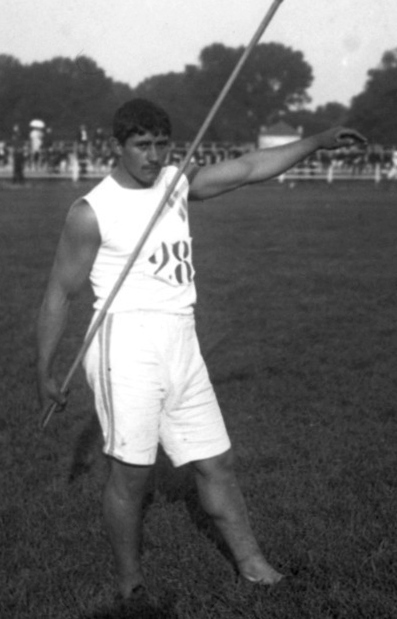
Michalis Dorizas schied mit unbekannter Weite im Vorkampf aus

| Athlet            | Land           | Weite (m) |
| ----------------- | -------------- | --------- |
| Martin Sheridan   | USA            | 40,58     |
| Verner Järvinen   | Finnland       | 39,42     |
| Lee Talbott       | USA            | 38,40     |
| Emil Welz         | Deutschland    | 37,02     |
| Edward Barrett    | Großbritannien | k. A.     |
| Otto Nilsson      | Schweden       | k. A.     |
| Eric Lemming      | Schweden       | k. A.     |
| Michalis Dorizas  | Griechenland   | k. A.     |
| Umberto Avattaneo | Italien        | k. A.     |
| John Falchenberg  | Norwegen       | k. A.     |

### Finale und Endergebnis der besten Elf
| Platz | Athlet           | Land        | Weite (m) |
| ----- | ---------------- | ----------- | --------- |
| 1     | Martin Sheridan  | USA         | 40,89 OR  |
| 2     | Merritt Giffin   | USA         | 40,70000  |
| 3     | Bill Horr        | USA         | 39,45000  |
| 4     | Verner Järvinen  | Finnland    | 39,42000  |
| 5     | Arthur Dearborn  | USA         | 38,52000  |
| 6     | Lee Talbott      | USA         | 38,40000  |
| 7     | György Luntzer   | Ungarn      | 38,34000  |
| 8     | André Tison      | Frankreich  | 38,30000  |
| 9     | John Flanagan    | USA         | 37,80000  |
| 10    | Wilbur Burroughs | USA         | 37,43000  |
| 11    | Emil Welz        | Deutschland | 37,02000  |

Nach dem Vorkampf führte Merritt Giffin mit seinen 40,70 m das Feld an. Doch im Finale übertraf ihn der bis dahin dreizehn Zentimeter hinter ihm platzierte Martin Sheridan mit 40,89 m und wiederholte damit seinen Olympiasieg von 1904. Auch bei den Athener Zwischenspielen 1906 hatte Sheridan den Wettbewerb für sich entschieden. Eine dritte Goldmedaille errang er zwei Tage darauf im einmalig auf dem olympischen Programm stehenden Diskuswurf im sogenannten griechischen Stil. Bronze ging an den Fünften des Kugelstoßens Marquis Bill Horr, der im Diskuswurf nach griechischem Stil außerdem Silber errang. Der finnische Sieger des Werfens in griechischem Stil von den Zwischenspielen Verner Järvinen belegte hier Rang vier und wurde zwei Tage darauf Dritter hinter Horr beim Werfen in griechischem Stil. Fünfter wurde der aktuelle US-amerikanische Weltrekordler Arthur Dearborn.
Wie schon im Kugelstoßen erreichten zahlreiche im Diskuswurf oder anderen Disziplinen erfolgreiche Athleten keine Platzierung unter den ersten Acht. Darunter befanden sich unter anderem der US-amerikanische Olympiasieger im Standhochsprung von 1912 Platt Adams, der griechische Olympiadritte im Diskuswurf von 1904 Nikolaos Georgandas, der schwedische Olympiasieger im Speerwurf von 1908 und 1912 Eric Lemming, der schwedische Olympiasieger im Zehnkampf von 1912 Hugo Wieslander, der finnische Olympiazweite im beidarmigen Diskuswurf von 1912 Elmer Niklander und weitere Sportler.
Der oben genannte olympische Rekord hat nur Gültigkeit, soweit man die bei den Zwischenspielen 1906 von Sheridan erzielte Siegesweite von 41,46 m nicht mitzählt.
In den Quellen gibt es einige kleinere und zwei größere Abweichungen zu den oben gelisteten Namen und Zahlen.
- Lee Talbot – Im Gegensatz zu den Angaben bei Sports-Reference und Kluge ist dieser bei zur Megede unter den Werfern ohne Weitenangabe zu finden, das heißt alle dahinter Platzierten sind bei zur Megede um einen Rang besser positioniert.
- John Flanagan – wie Talbot bei zur Megede unter den Werfern ohne Weitenangabe aufgelistet, das heißt alle dahinter Platzierten wären bei diesem Autor um eine Position besser platziert als bei Sports-Reference und Kluge
- Marquis Bill Horr – Weite bei Kluge um einen Zentimeter geringer angegeben als der oben auch bei Sports-Reference und zur Megede genannte Wert
- Verner Järvinen – Weite bei zur Megede um einen Zentimeter besser angegeben als der oben auch bei Sports-Reference und Kluge genannte Wert
- Emil Welz – Weite bei zur Megede um einen Zentimeter geringer angegeben als der oben auch bei Sports-Reference und Kluge genannte Wert

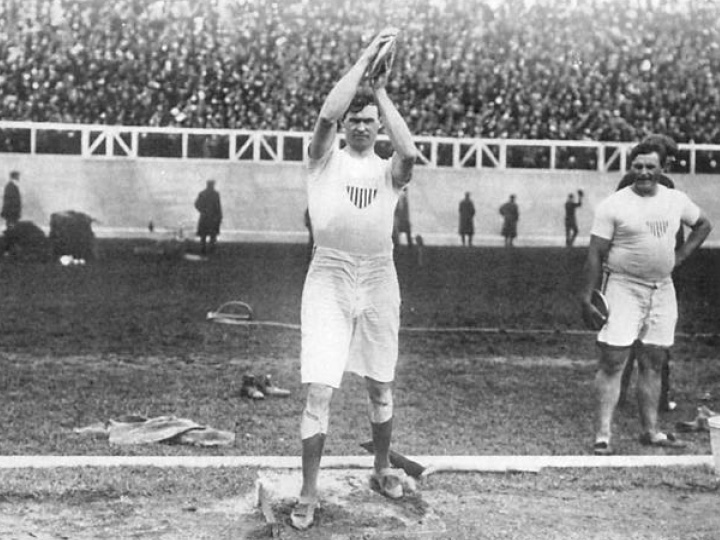
Doppelolympiasieger von 1908 im freien und im griechischen Stil Martin Sheridan, auch Goldmedaillengewinner im Diskuswurf von 1904 und von den Zwischenspielen 1906
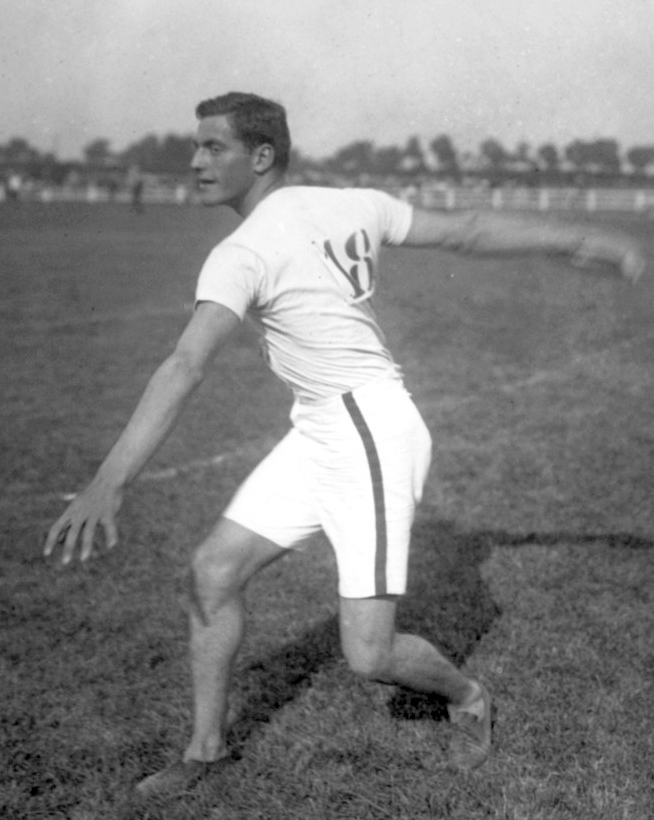
Silbermedaillengewinner Merritt Griffin
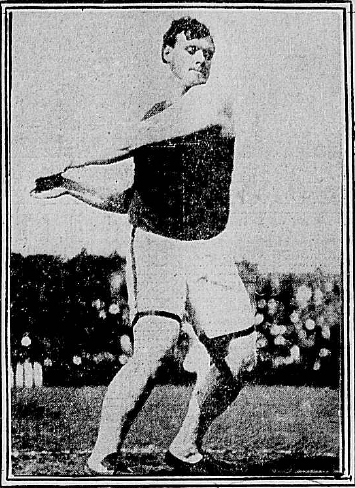
Der Olympiadritte Marquis Bill Horr, auch Olympiazweiter im Diskuswurf, griechischer Stil, sowie im Kugelstoßen auf Rang fünf – hier im Jahr 1907

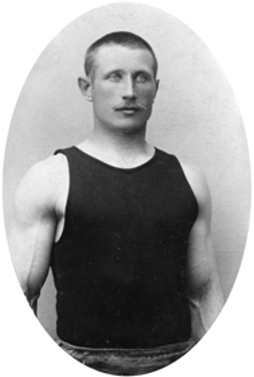
Der Olympiavierte Verner Järvinen, auch Bronzemedaillengewinner im Diskuswurf, griechischer Stil, und Sieger von 1906 in der letztgenannten Disziplin
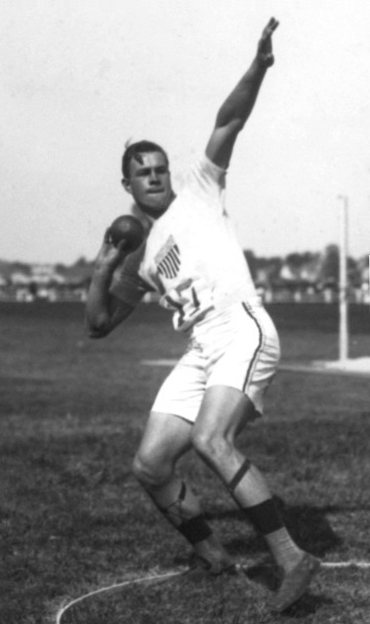
Weltrekordler Arthur Dearborn – hier als Kugelstoßer – musste sich mit Rang fünf zufriedengeben
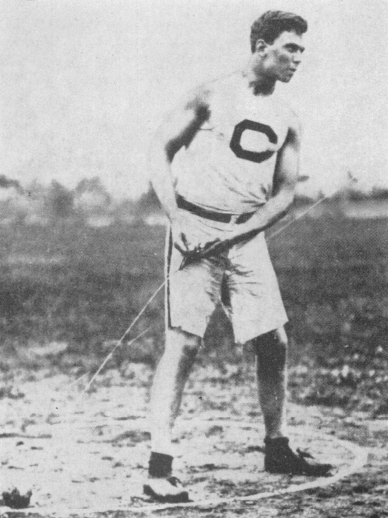
Lee Talbot – hier beim Hammerwurf – wurde Olympiasiechster
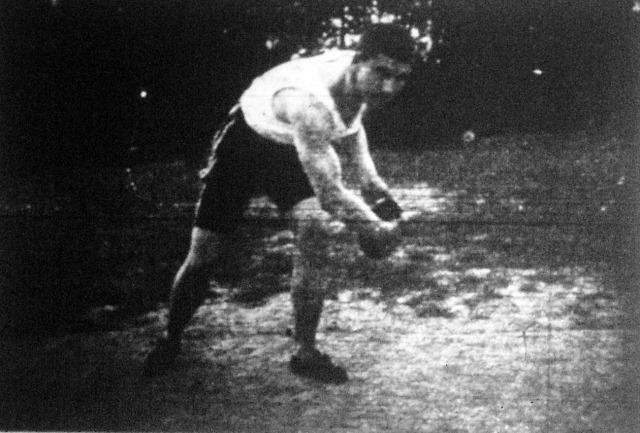
Der Olympiasiebte György Luntzer war als Leichtathlet und Ringer aktiv
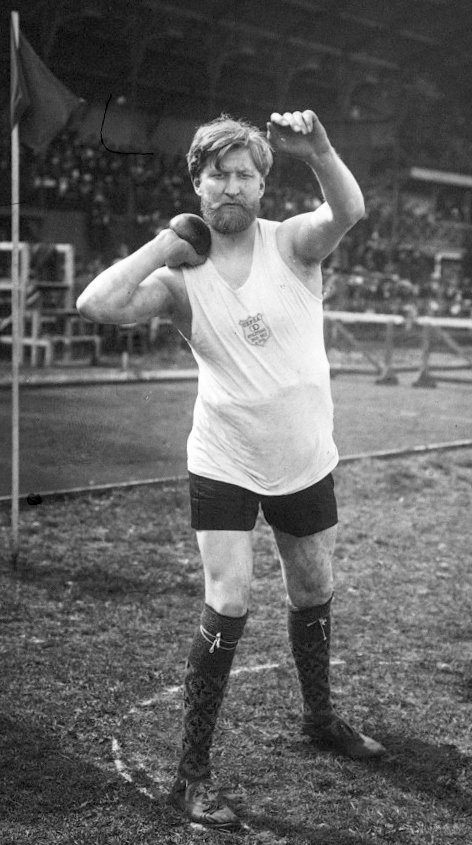
André Tison – hier im Jahr 1912 als Kugelstoßer – belegte Rang acht
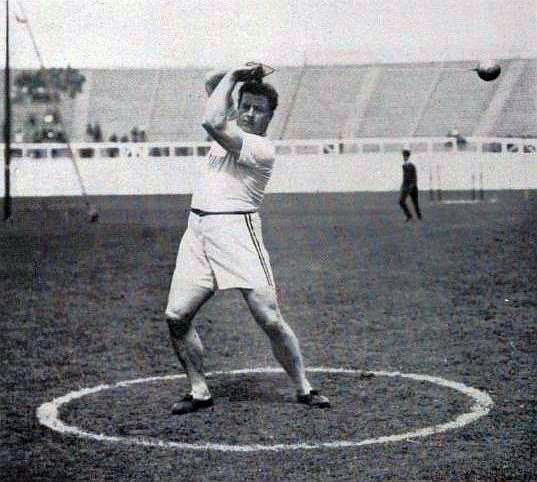
John Flanagan – hier in seiner Spezialdisziplin Hammerwurf, in der er von 1900 bis 1908 dreifacher Olympiasieger wurde – kam auf Platz neun
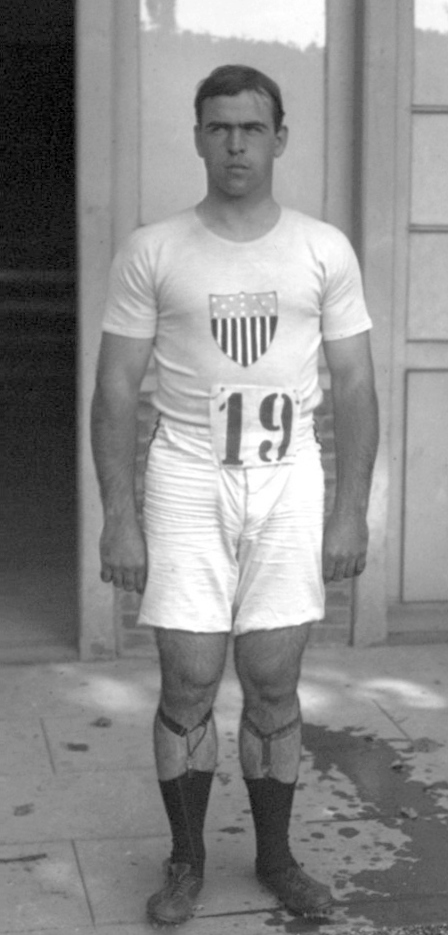
Der Olympiazehnte Wilbur Burroughs

## Videolink
- Martin Sheridan, King of the Discus - USA - Athletics - London 1908 Olympic Games, youtube.com, Bereich: 0:18 min bis 0:35 min, abgerufen am 16. Mai 2021